# 甘英

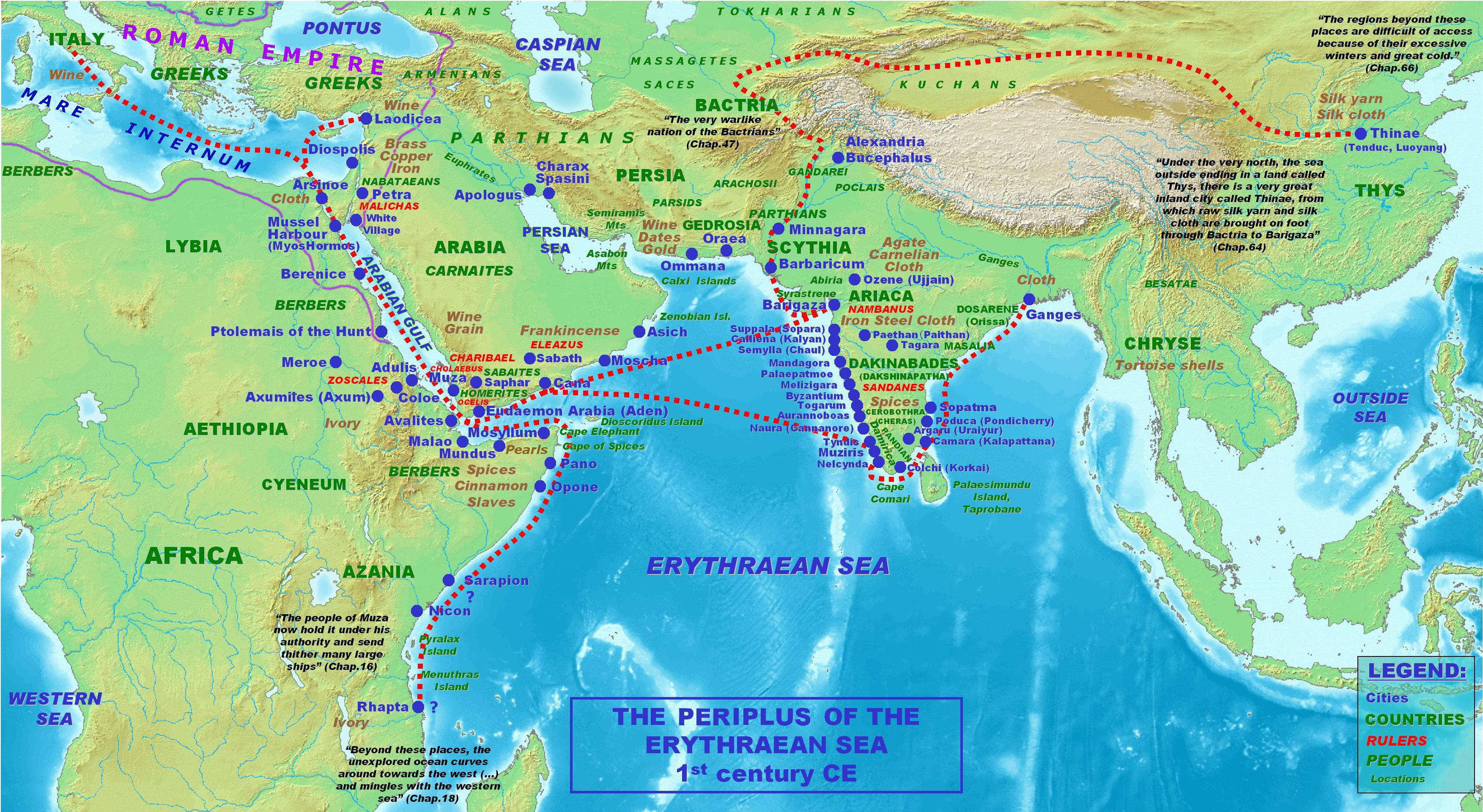
据《厄立特里亚海航行记》记载，公元一世纪时，罗马与印度之间贸易的起点即为埃及。罗马为了快捷与安全的考量避开陆路。

甘英（公元1世纪—公元2世纪？），东汉外交官，曾奉命出使大秦。

## 生平
甘英曾于汉和帝永元九年（97年）奉西域都护班超之命出使大秦（罗马帝国）。他率领使团一行从龟兹（今新疆库车）出发，经条支（即位於波斯的希臘化塞琉古帝國，但甘英出使時已被帕提亚帝国消滅多年。条支的位置有不同的说法）、安息（即波斯帕提亚帝国，今伊朗境内）等诸国，到达了安息西界的西海（注同上）沿岸，但未能到达目的地大秦。
《后汉书·西域传·安息传》记载：
和帝永元九年，都护班超遣甘英使大秦，抵条支。临大海欲度，而安息西界船人谓英曰：“海水广大，往来者逢善风三月乃得，若遇迟风，亦有二岁者，故入海人皆赍三岁粮。海中善使人思土恋慕，数有死亡者。”英闻之乃止。
安息国是汉朝与大秦交易的中转点，将汉朝的丝与丝织品与大秦交易，从中获取垄断的暴利。也许是考虑到若汉朝直接开通了与大秦的商路会损害其垄断利益，于是安息人没有向甘英提供更直接的经叙利亚的陆路，而是备陈渡海的艰难：“海水广大，往来者逢善风三月乃得度，若遇迟风，亦有二岁者，故入海人皆赍三岁粮。”又以传说渲染海上航行的恐怖：“海中善使人思土恋慕，数有死亡者。”此語一出，即使甘英在西海却步返还，最终未能到达大秦，但甘英却是史书所载第一个到达波斯湾的中国人，他的这一行程丰富了当时汉朝对中亚的认识，是中西方交流历史中具有重要意义的一页。
有学者指出，安息船人所说的“海中善使人思土恋慕”的，很可能即是希腊神话中以歌声迷惑水手的塞壬。在《晋书·四夷传·西戎传附大秦国传》中有略为不同的记载：
汉时都护班超遣甘英使其国。入海，船人曰：“海中有思慕之物，往者莫不悲怀。若汉使不恋父母妻子者可入。”英不能渡。
甘英出身于内陆，回国后甚至报告海水不可饮用：“途经大海，海水咸苦不可食。”（《晋书》）也许正是因为对海上航行知之甚少，甘英才相信了安息船人对航海危险的夸张描述，止步于安息。

## 参見
- 漢朝和羅馬的關係
- 后汉书